# Datasoft
Datasoft, Inc. était une société de développement et d'édition de jeux vidéo fondée en 1980 par Pat Ketchum. Basée à Chatsworth en Californie, Datasoft effectua des portages de jeux d'arcade pour les ordinateurs personnels et acquit des licences pour créer des jeux tirés de films ou séries télévisées célèbres.
Datasoft développa et édita des jeux vidéo pour Apple II, Atari 8-bit, Atari ST, Amiga, Commodore 64, PC, et Tandy TS-80 couleur. L'entreprise fit faillite et son nom et ses actifs furent achetés par deux cadres de Datasoft, Samuel L. Poole and Ted Hoffman. Ils renommèrent l'entreprise IntelliCreations qui distribua les jeux jusqu'à sa fermeture[Quand ?].

## Jeux
- Bruce Lee (1984)